# غار دو نور (مترو باريس)
غار دو نور (بالفرنسية: Gare du Nord)‏ هي محطة مترو تابعة لمترو باريس تقع في فرنسا في الدائرة العاشرة في باريس.

## معرض صور

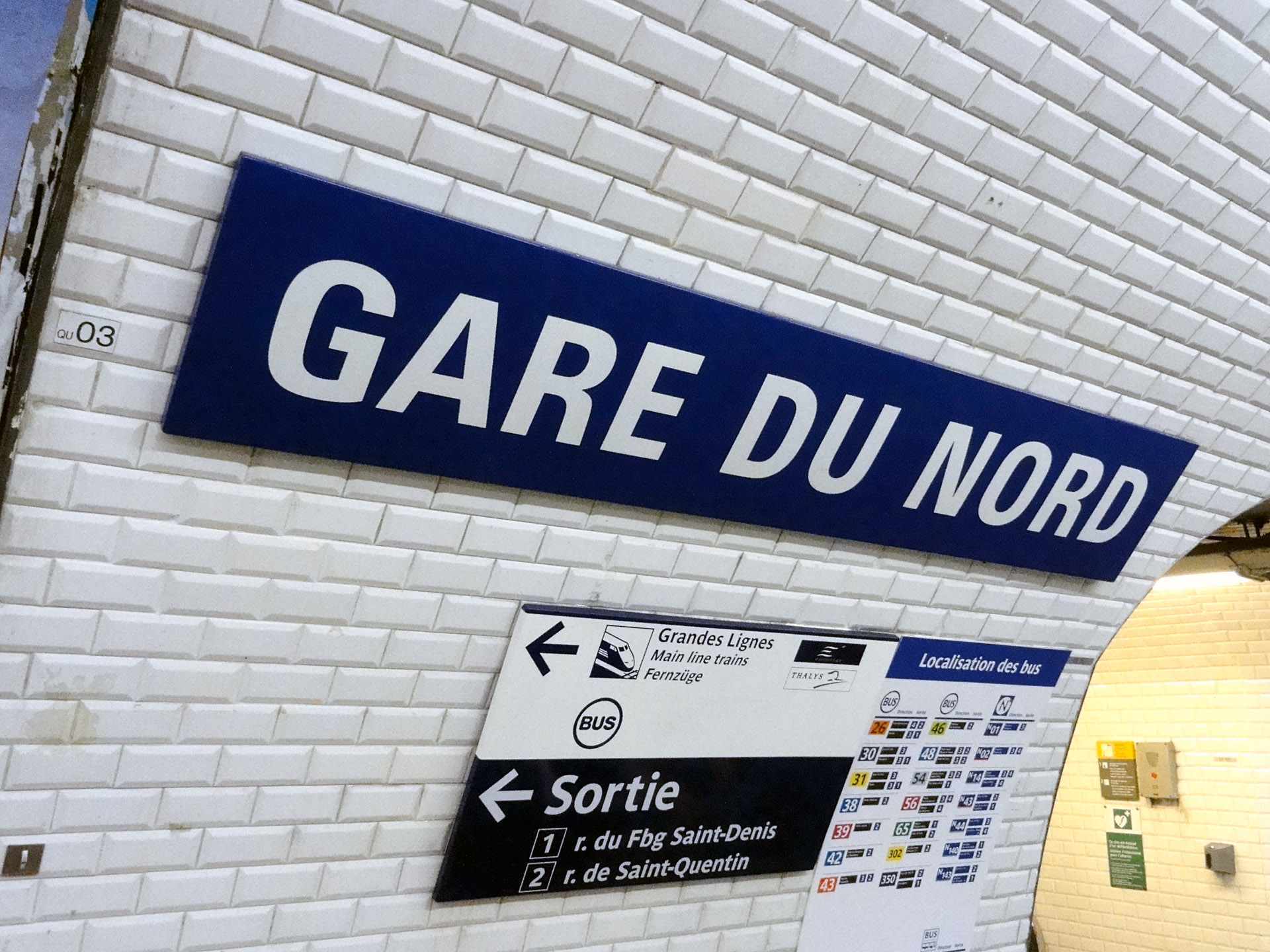
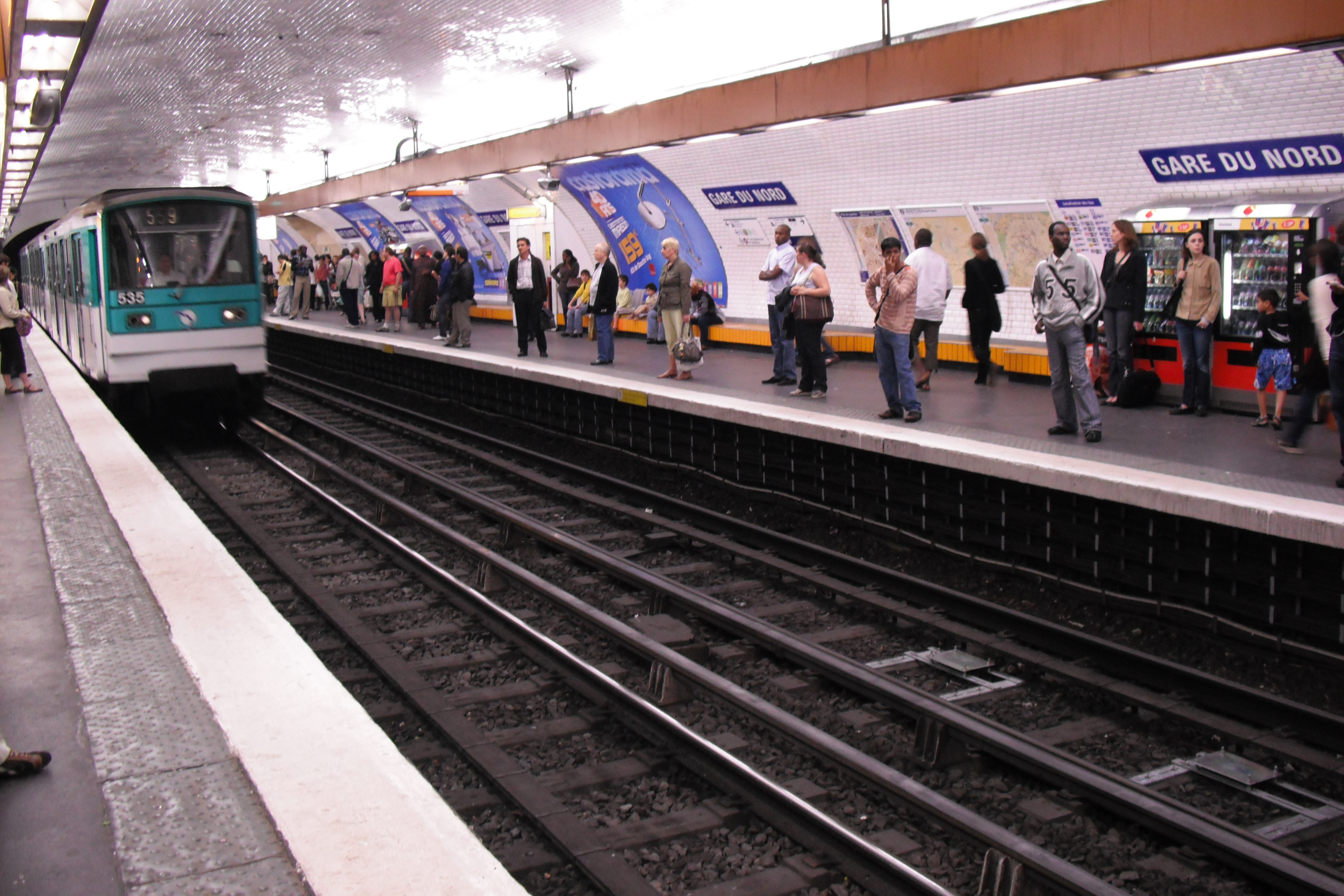
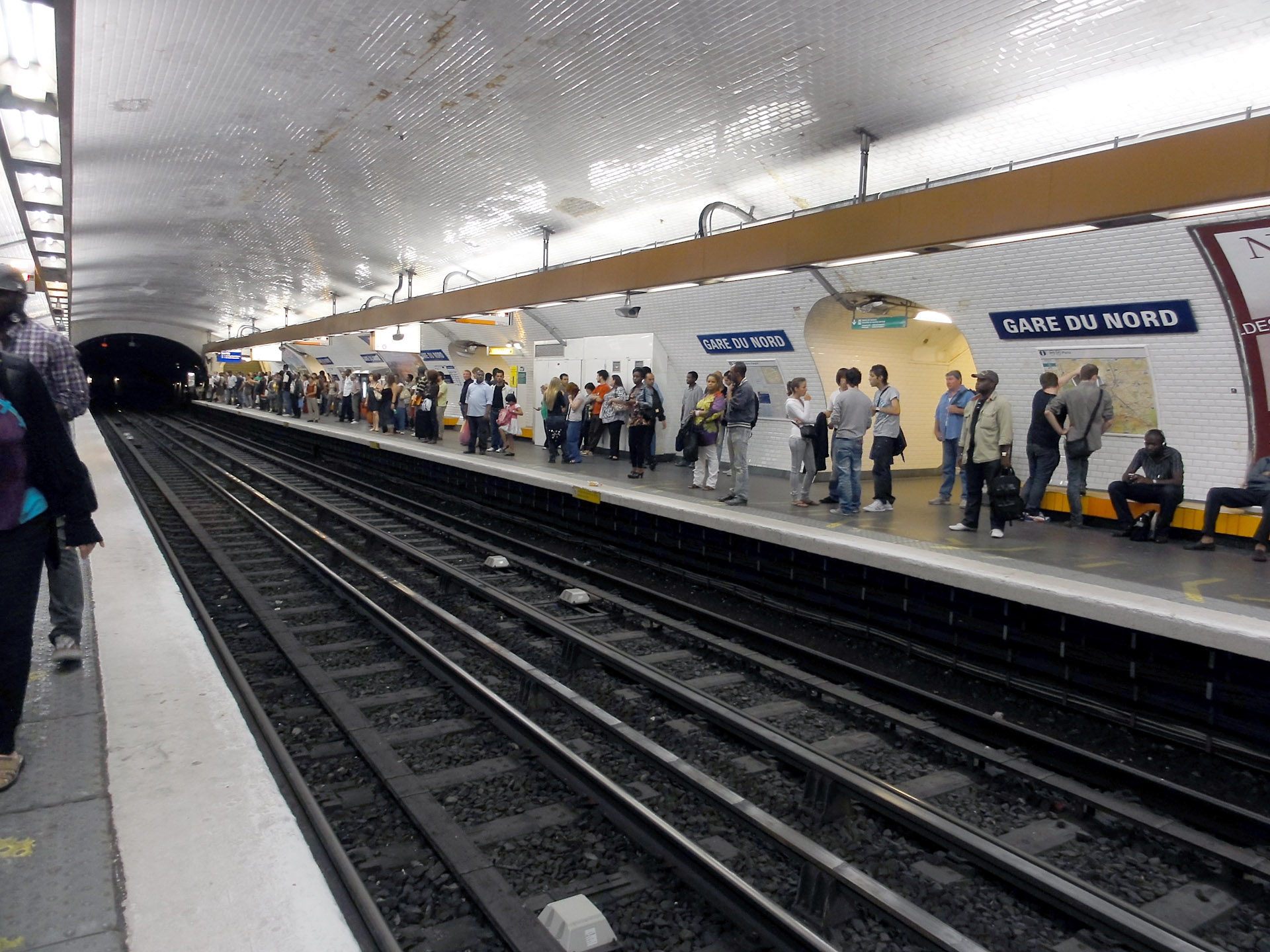